# Paul Xuereb
Pawlu „Paul” Xuereb (ur. 21 lipca 1923 w Rabacie, zm. 6 września 1994) – maltański polityk i literat, deputowany, minister, w latach 1986–1987 spiker Izby Reprezentantów, następnie do 1989 pełniąc obowiązki prezydenta Malty.

## Życiorys
Między 1942 a 1944 służył w Royal Malta Artillery. W drugiej połowie lat 40. kształcił się w zakresie dziennikarstwa, ekonomii politycznej i nauk politycznych. Studiował w Londynie w City Literary Institute i w Regent Street Polytechnic. Po powrocie na Maltę pracował m.in. jako dyrektor w przedsiębiorstwie Fardex Trade Development Company, nauczyciel oraz redaktor w wydawnictwie Freedom Press. Związał się z Partią Pracy, należał do redakcji jej organu prasowego „The Voice of Malta”. W 1964 został dyrektorem generalnym partyjnego wydawnictwa laburzystów. W latach 80. kierował instytucjami bankowymi.
W 1962 uzyskał mandat posła do Izby Reprezentantów. Wybierany następnie w kolejnych wyborach w 1966, 1971, 1976 i 1981. W 1971 został parlamentarnym sekretarzem stanu w biurze premiera. Później w tym samym roku przeszedł na stanowisko ministra handlu, przemysłu, rolnictwa i turystyki. Funkcję ministra sprawował do 1976 (sprawy rolnictwa odebrano mu w 1974). W 1983 zrezygnował z mandatu deputowanego, dzięki czemu zwolnione miejsce w parlamencie mógł objąć Karmenu Mifsud Bonnici, desygnowany na nowego lidera Partii Pracy.
W lipcu 1986 powołany na spikera Izby Reprezentantów, pełnił tę funkcję do lutego 1987. W tym samym miesiącu, w związku z zakończeniem kadencji przez Agathę Barbarę, premier powierzył mu tymczasowe pełnienie obowiązków prezydenta Malty. Ostatecznie funkcję tę pełnił do kwietnia 1989, gdy urząd prezydenta objął Ċensu Tabone.
Paul Xuereb był żonaty, miał córkę. Publikował powieści, opowiadania i opracowania historyczne.